# Galen (cràter)
Galen és un petit cràter d'impacte lunar que es troba en la escarpada regió entre els Montes Apenninus a l'oest i els Montes Haemus en l'est, al sud-sud-est del cràter Arat, una formació una mica més gran. Més cap a l'oest apareix el cràter Conon, prop dels flancs dels Montes Apeninnus. Galen va ser designat prèviament Arat A abans que la UAI li adjudiqués el seu nom actual. Galen és un cràter circular amb un interior en forma de bol i una vora aguda que no ha sofert una erosió significativa. La petita plataforma interior té una albedo inferior a la de les parets circumdants.

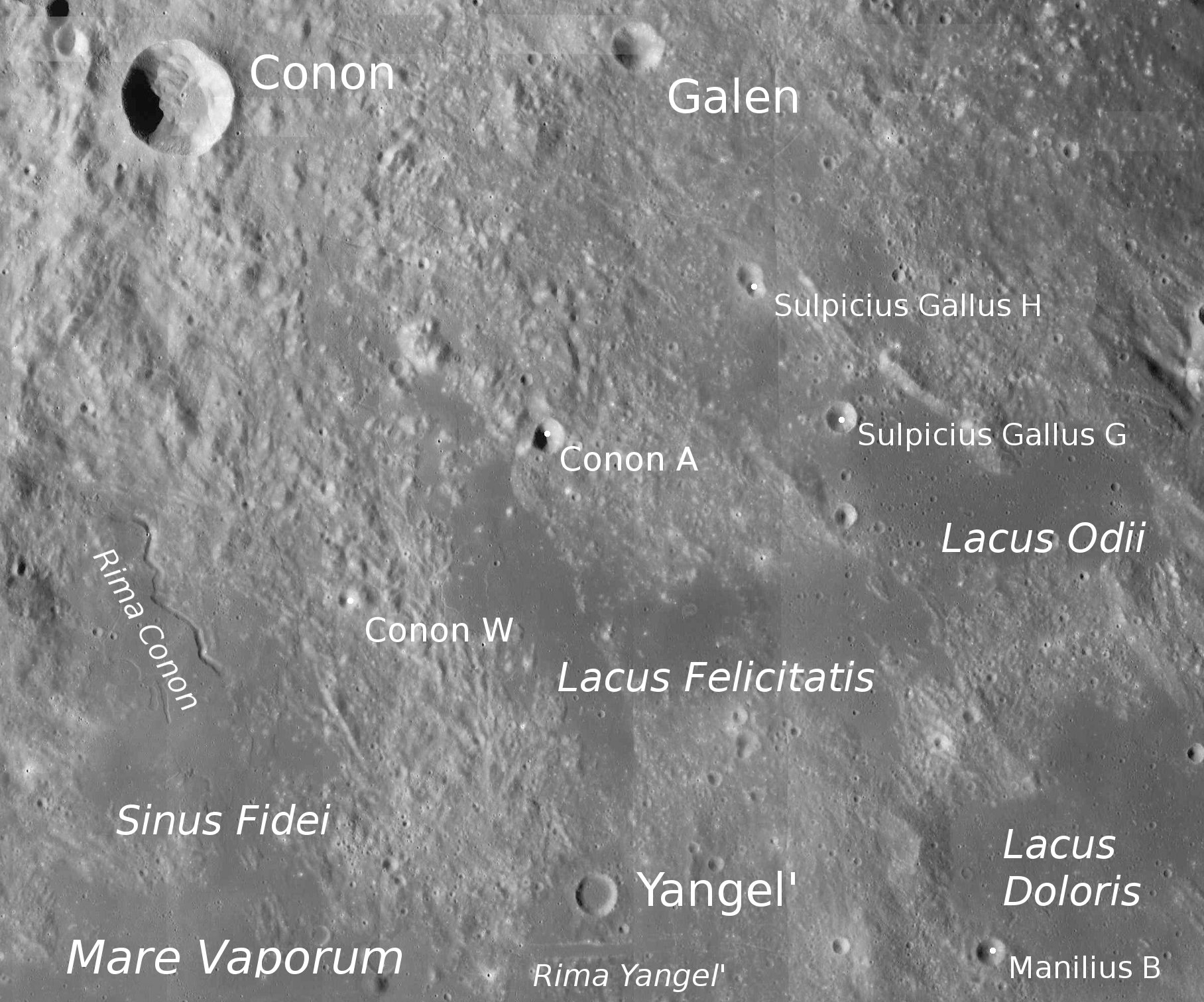
Localització de Galen. Fotografia de la missió LRO